# Уокер, Алан (антрополог)
А́лан Уо́кер (англ. Alan Walker; 23 августа 1938, Лестер, Великобритания — 20 ноября 2017) — профессор биологической антропологии и биологии Пенсильванского университета. Известен как автор находки черепа парантропа KNM WT 17000 («Чёрный череп», 1985). Член Лондонского королевского общества (1999), иностранный член Национальной академии наук США (2003). В 1988 году стал обладателем гранта «для гениев» фонда Макартуров.

## Биография
Получил степень бакалавра в Кембриджском университете в 1962 году и степень доктора философии в Лондонском университете в 1967 году. 
Основные научные интересы — палеоантропология, эволюция приматов и человека.
Уокер был членом экспедиции Ричарда Лики, которая в 1984 году нашла скелет «Мальчика из Турканы», а в 1985 году Уокер нашёл череп парантропа, известный как «Чёрный череп» в районе озера Туркана в Кении.